# Fritillaria rhodocanakis
Fritillaria rhodocanakis là một loài thực vật có hoa trong họ Liliaceae. Loài này được Orph. ex Baker miêu tả khoa học đầu tiên năm 1878.